# 曹廉讓
曹廉讓（?—?），字希文，號廉齋，浙江海寧人。
康熙三十八年（1699年）舉人，工書法，查慎行稱他是“不羈之徒”，又以篆刻聞名當時，著有《廉让堂诗集》、《廉让唱和集》等。